# Tigrioides fulveola
Tigrioides fulveola är en fjärilsart som beskrevs av George Francis Hampson 1900. Tigrioides fulveola ingår i släktet Tigrioides och familjen björnspinnare. Inga underarter finns listade i Catalogue of Life.